# Ptychozoon trinotaterra
Ptychozoon trinotaterra är en ödleart som beskrevs av  Brown 1999. Ptychozoon trinotaterra ingår i släktet Ptychozoon och familjen geckoödlor. Inga underarter finns listade i Catalogue of Life.